# Tesla Robovan
Pour les articles homonymes, voir Tesla, Robo et Van.
La Tesla Robovan ou Robovan est un concept de robotaxi minibus-monospace autonome électrique du constructeur automobile américain Tesla, avec un premier prototype présenté par Elon Musk à Los Angeles en 2024,.

## Histoire

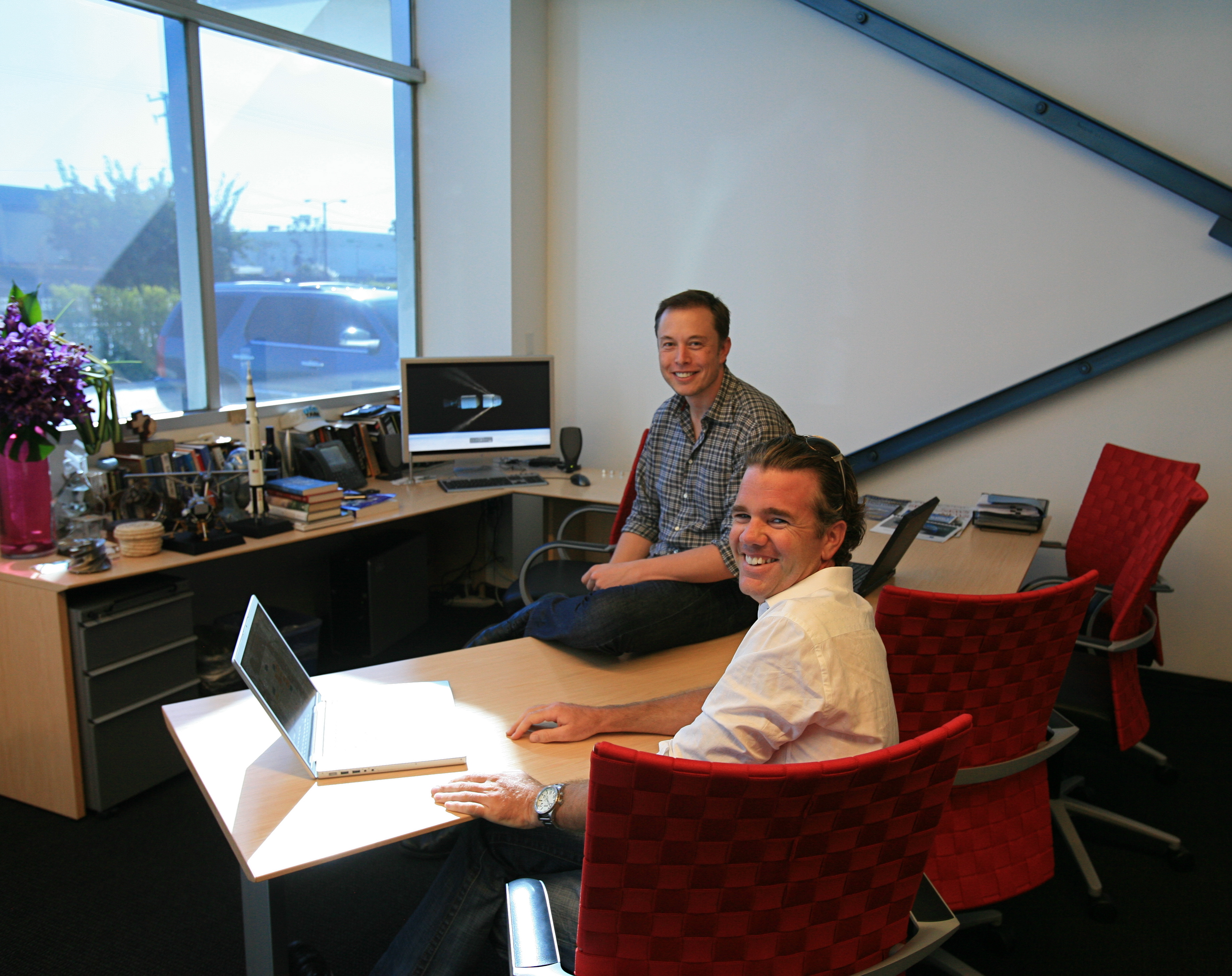
Elon Musk et son chef-designer Tesla Franz von Holzhausen, en 2008.

Ce véhicule autonome robotaxi urbain est conçu à partir de 2022 par le chef-designer Tesla Franz von Holzhausen, avec un design Streamline Moderne rétro-futuriste de science-fiction, et une capacité de transport de 20 passagers pour 14 sièges. 
Elon Musk, PDG fondateur de Tesla, dévoile personnellement ce Tesla Robovan au public le 10 octobre 2024, lors de son show événementiel de présentation « Tesla We, Robot » du studios Warner Bros de Burbank en Californie, en même temps que son robotaxi Tesla Cybercab,, ainsi que la dernière version d'alors de son robot humanoïde Tesla Optimus.
Ses robotaxis Tesla Cybercab et Tesla Robovan seront gérés par son service de covoiturage pour véhicules autonomes Tesla Network,, avec une date de mise en service indéfinie. 